# 清水貴栄
清水 貴栄（しみず たかはる、1987年 - ）は、日本のデザイナー、アートディレクター、コラージュ作家、映像作家。
長野県松本市出身。長野県松本蟻ヶ崎高等学校（2005年）、武蔵野美術大学造形学部基礎デザイン学科（2009年）を卒業後、Drawing and Manualを経て、Let's go 株式会社を設立。現在はCEKAIに所属。。

## 作品
- NHK ドラマ10 「サイレント・プア」 - タイトルバックアニメーション（2014年）[5]
- NHK Eテレ 「オン マイ ウェイ（ON MY WAY）」 - タイトルアニメ・グラフィック[6]
- NHK 連続テレビ小説 「ひよっこ」 - 番組ポスター（2017年）[7][8][9]
- 株式会社ジェイアール東日本企画 長野支店 CM 「信州デスティネーションキャンペーン 山の信州いらっしゃい」 峰竜太（2017年）[10][11]
- テレビ東京「シナぷしゅ」 - アートディレクター
- NHK おかあさんといっしょ たいこムーン - アニメーション
- NHK おかあさんといっしょ パンはパンでも!? - アニメーション
- NHK おかあさんといっしょ うらら - 美術・アニメーション